# Hans Beck
Hans Beck, norveški smučarski skakalec, * 25. april 1911, Kongsberg, Norveška, † 11. april 1996, Oslo, Norveška.
Beck je nastopil na Zimskih olimpijskih igrah 1932 v Lake Placidu, kjer je osvojil naslov olimpijskega podprvaka na veliki skakalnici, po prvi seriji je celo vodil. 